# Devlin (rapper)
James Devlin (Londres, 7 de Maio de 1989), mais conhecido mononimamente como Devlin, é um rapper e compositor britânico de Dagenham, Londres. Ele frequentou a Academia Brittons em Rainham, East London. Ele assinou um contracto discográfico com a editora Island que durou de 2010 a 2015. Além disso, faz parte do grupo colectivo de grime 'O.T Crew' com Dogzilla, Deeperman, M. Eye, Benson, Kozy, Syer Bars, Shotz, Meshie, Props e Daze. Devlin também foi um membro de Movement, consistindo dele mesmo, Wretch 32, Scorcher, Ghetts, Lightning, Mercston e DJ Unique, mas desde então deixou.

## Discografia
Álbuns de estúdio
- Bud, Sweat and Beers (2010)
- A Moving Picture (2013)
- The Devil In (2017)
- The Outcast (2019)